# Amtsgericht Frankfurt (Oder)

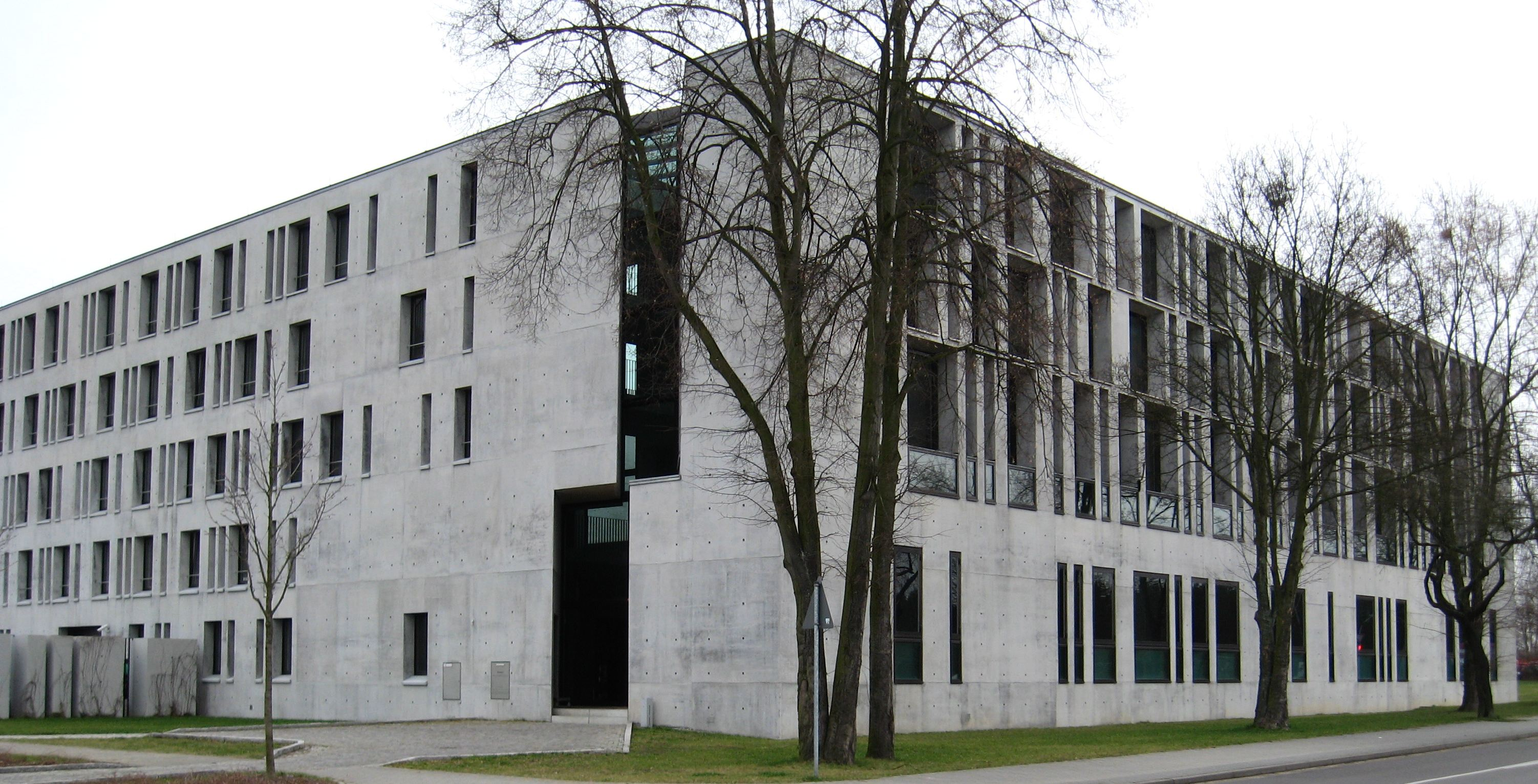
Gerichtsgebäude (2008)

Das Amtsgericht Frankfurt (Oder) ist ein Gericht der ordentlichen Gerichtsbarkeit und das größte der sechs Amtsgerichte (AG) im Bezirk des Landgerichtes Frankfurt (Oder).

## Gerichtssitz und -bezirk
Das Gericht hat seinen Sitz in der kreisfreien Stadt Frankfurt (Oder) im östlichen Brandenburg. Der 535 km² große Gerichtsbezirk erstreckt sich auf die Städte und Gemeinden Falkenhagen (Mark), Fichtenhöhe, Frankfurt (Oder), Lebus, Lietzen, Lindendorf, Podelzig, Reitwein, Seelow, Treplin, Vierlinden und Zeschdorf. In ihm leben rund 74.000 Menschen.
Für den gesamten Landgerichtsbezirk bearbeitet das AG Frankfurt (Oder) Insolvenz- und Landwirtschaftssachen und führt das Handels-, Genossenschafts-, Vereins- und Partnerschaftsregister. Eine Sonderzuständigkeit in Zwangsversteigerungsverfahren besteht für die Amtsgerichtsbezirke Frankfurt (Oder), Fürstenwalde und Eisenhüttenstadt.
Mahnverfahren werden vom Amtsgericht Wedding als zentralem Mahngericht bearbeitet.

## Übergeordnete Gerichte
Dem Amtsgericht Frankfurt (Oder) ist das Landgericht Frankfurt (Oder) übergeordnet. Zuständiges Oberlandesgericht ist das Brandenburgische Oberlandesgericht in Brandenburg an der Havel.

## Geschichte
Im Ergebnis der Revolution von 1848/49 wurde zum 1. April 1849 das Gerichtswesen neu geordnet. In Frankfurt entstand das Kreisgericht Frankfurt a. d. Oder als Eingangsgericht, welches dem Appellationsgericht Frankfurt a. d. Oder nachgeordnet war. Im Rahmen der Reichsjustizgesetze wurden diese Gerichte aufgehoben und reichsweit einheitlich Oberlandes-, Land- und Amtsgerichte gebildet. Das königlich preußische Amtsgericht Frankfurt (Oder) wurde mit Wirkung zum 1. Oktober 1879 als eines von elf Amtsgerichten im Bezirk des Landgerichtes Frankfurt (Oder) im Bezirk des Kammergerichtes gebildet. Der Sitz des Gerichtes war die Stadt Frankfurt (Oder).
Sein Gerichtsbezirk umfasste
- Stadtbezirk Frankfurt (Oder)
- aus dem Landkreis Lebus die Stadtbezirke Lebus und Müllrose, die Amtsbezirke Biegen, Booßen, Cliestow, Hohen-Jehsar, Lebus, Lossow, Martendorf, Müllrose, Petersdorf, Petershagen, Podelzig, Reitwein, Tzschetzschnow und Weißenspring und die Gemeindebezirke und Gutsbezirke Alt Madlitz und Wilmersdorfs sowie den Gemeindebezirk Neu-Madlitz aus dem Amtsbezirk Madlitz
- aus dem Landkreis Weststernberg die Amtsbezirke Aurith, Bischofsee, Kunersdorf und Reipzig.[1]

Nach dem Zweiten Weltkrieg wurde das Amtsgericht Frankfurt (Oder) von 1954 bis 1951 dem Landgericht Eberswalde zugeordnet. Von 1951 bis 1952 gehörte es zum Landgericht Cottbus. 1952 wurden in der DDR die Amtsgerichte abgeschafft und stattdessen Kreisgerichte gebildet. Frankfurt (Oder) wurde zum Stadtkreis Frankfurt (Oder), zuständiges Gericht war damit das Kreisgericht Frankfurt (Oder). Das Amtsgericht Frankfurt (Oder) wurde aufgehoben.
Das Brandenburgische Gerichtsneuordnungsgesetz (BbgGerNeuOG), verkündet als Artikel 1 des Gesetzes zur Neuordnung der ordentlichen Gerichtsbarkeit und zur Ausführung des Gerichtsverfassungsgesetzes im Land Brandenburg vom 14. Juni 1993, verfügte zum 1. Dezember 1993 die Fortführung der bestehenden Kreisgerichte als Amtsgerichte, die Fortführung der Bezirksgerichte in Cottbus, Frankfurt (Oder) und Potsdam als Landgerichte und die Errichtung eines weiteren Landgerichtes in Neuruppin. Damit entstand das Amtsgericht Frankfurt (Oder) neu.

## Gebäude
Das Gericht ist seit 2005 zusammen mit dem Landgericht im Gebäude Müllroser Chaussee 55 untergebracht.